# Sabrina Seara
Sabrina Seara Parra (Caracas, 27 de marzo de 1985) es una actriz  y modelo venezolana.

## Carrera
Seara desde muy pequeña sintió interés por la actuación y el modelaje, así comenzó su carrera como modelo, haciendo comerciales de televisión y campañas publicitarias en Venezuela. A los 16 años realizó diversos cursos de actuación, entre ellos con el profesor Marcos Reyes Andrade y fue becada para estudiar en la academia 1BC de RCTV con el profesor Ralph Kinnard.
Terminó sus estudios en el Colegio Marbe de la Castellana, Caracas. Más adelante el canal venezolano Televen le da su primer protagónico en la novela Guayoyo Express. De allí en adelante ha participado en diversas producciones que le dieron a conocer internacionalmente.
Para citar algunos de sus proyectos televisivos que le han brindado fama dentro y fuera de Venezuela, la película para TV de RCTV: María Lionza. La película de drama y suspenso del director venezolano Freddy Fadel grabada en la ciudad de Maracay, 13 segundos donde compartió el protagónico junto a las venezolanas Daniela Alvarado, Nohely Arteaga, Gabriela Vergara y Lourdes Valera. Las telenovelas Guayoyo Express y El gato tuerto en Televen, y la serie Isa TKM de Nickelodeon, donde se dio a conocer internacionalmente.
En 2009 debutó como protagonista de Venevisión en la telenovela Los misterios del amor compartiendo escena con Juan Carlos García, Eduardo Orozco y Mónica Pascualotto entre otros. 
Al año siguiente y por ese mismo canal, realiza su primer rol de antagonista; en la telenovela Harina de otro costal compartiendo escenas con Mimí Lazo, Mayra Alejandra y Daniela Bascopé. 
Continuó su carrera en Venevisión pero ahora como protagonista de la telenovela Válgame Dios, donde compartió con Eduardo Orozco, Ricardo Álamo y Carlota Sosa, entre otros; está exitosa producción le abre las puertas a su nuevo destino en la ciudad de Miami.
A finales de 2012, firma contrato de exclusividad con la cadena Telemundo y forma parte de la telenovela Pasión prohibida en un rol estelar, donde compartió créditos con otros actores como Jencarlos Canela, Mónica Spear y Rebecca Jones. En esta última telenovela, Sabrina se dio conocer en los Estados Unidos y por toda América Latina.
A mediados de 2013 vuelve a Venezuela para ser la villana en la telenovela de Televen y Cadenatres, Nora, compartiendo créditos con la colombiana Carla Giraldo y el mexicano Andrés Zúñiga.
Luego de culminar Nora vuelve a Miami y es elegida como la protagonista de la nueva telenovela de la cadena Telemundo, Tierra de reyes, junto al mexicano Aarón Díaz y las venezolanas Sonya Smith y Scarlet Gruber, sin embargo, debido a su embarazo, es sustituida por la también venezolana Kimberly Dos Ramos.
Al finalizar 2014 y debido a la pérdida de su bebé, viaja a México para integrarse a la 3.ª Temporada de la exitosa serie El señor de los cielos de la cadena Telemundo donde compartirá junto a Rafael Amaya, Fernanda Castillo, Carmen Villalobos, Carmen Aub, Mauricio Ochmann, Sergio Mur entre otros.

## Vida personal
Sus padres son españoles.
El 29 de agosto de 2014 contrae matrimonio civil con el actor venezolano Daniel Elbittar en el hotel Isabel La Católica, en la isla de Margarita, y el 30 de agosto del mismo año se realizó la ceremonia religiosa, donde hubo entre 150 y 200 invitados.
Actualmente reside entre Miami y Ciudad de México.
En mayo de 2016 anunció junto a su esposo Daniel Elbittar que esperaban un bebé para noviembre al cual llamaran Maximiliano.
Desde 2021, Seara y su familia se mudaron temporalmente a la Ciudad de México por asuntos laborales.
En el año 2022 nace su segundo hijo Alexander.

## Filmografía

### Telenovelas
| Año       | Título                   | Personajes |
| --------- | ------------------------ | --- |
| 2024      | Las hermanas Guerra      | Consuelo (Policía) |
| 2024      | El amor no tiene receta  | Berenice Manzur Moncada de Villa de Cortés (actuación especial)                                                          |
| 2023      | Los ricos también lloran | Vivían (actuación especial)                                                                                              |
| 2019      | Betty en NY              | Marcela Valencia Pérez                                                                                                   |
| 2018      | Mi familia perfecta      | Erika Ramírez Montes |
| 2017      | Milagros de navidad      | Carol Smith |
| 2015-2017 | El señor de los cielos   | Esperanza Salvatierra "La Venezolana" / Martha Rangel (recurrente temporada 3, principal temporada 4 y 5- 279 episodios) |
| 2014      | Nora                     | Melissa Lobo De la Colina                                                                                                |
| 2013      | Pasión prohibida         | Penélope Santillana Fischer de Arredondo                                                                                 |
| 2012      | Válgame Dios             | Yamilet López |
| 2010      | Harina de otro costal    | Cándida Roca |
| 2009      | Los misterios del amor   | Francisca Naranjo |
| 2008-2009 | Isa TKM                  | Marina Pasquali |
| 2007-2008 | El gato tuerto           | María Amatista "Mati" Pérez Gamboa                                                                                       |
| 2005-2006 | Guayoyo Express          | María Fernanda "Mafer" Lozada Aristigueta                                                                                |

### Películas
| Año  | Título      | Personajes |
| ---- | ----------- | ---------- |
| 2007 | 13 segundos | Daniela    |

## Premios y nominaciones
| Año  | Premio           | Categoría                   | Telenovela               | Resultado |
| ---- | ---------------- | --------------------------- | ------------------------ | --------- |
| 2016 | Premios Tu Mundo | Actriz favorita-Súper serie | El señor de los cielos 4 | Ganadora  |
| 2013 | Premios Inter    | Actriz principal del año    | Válgame Dios             | Nominada  |